# Phalempin
Phalempin is een gemeente in het Franse Noorderdepartement (Frans: département du Nord) (regio Hauts-de-France). De gemeente telde 4.863 inwoners op 1 januari 2022 en maakt deel uit van het arrondissement Rijsel.

## Geografie
De oppervlakte van Phalempin bedroeg op 1 januari 2022 7,93 vierkante kilometer; de bevolkingsdichtheid was toen 613,2 inwoners per km².

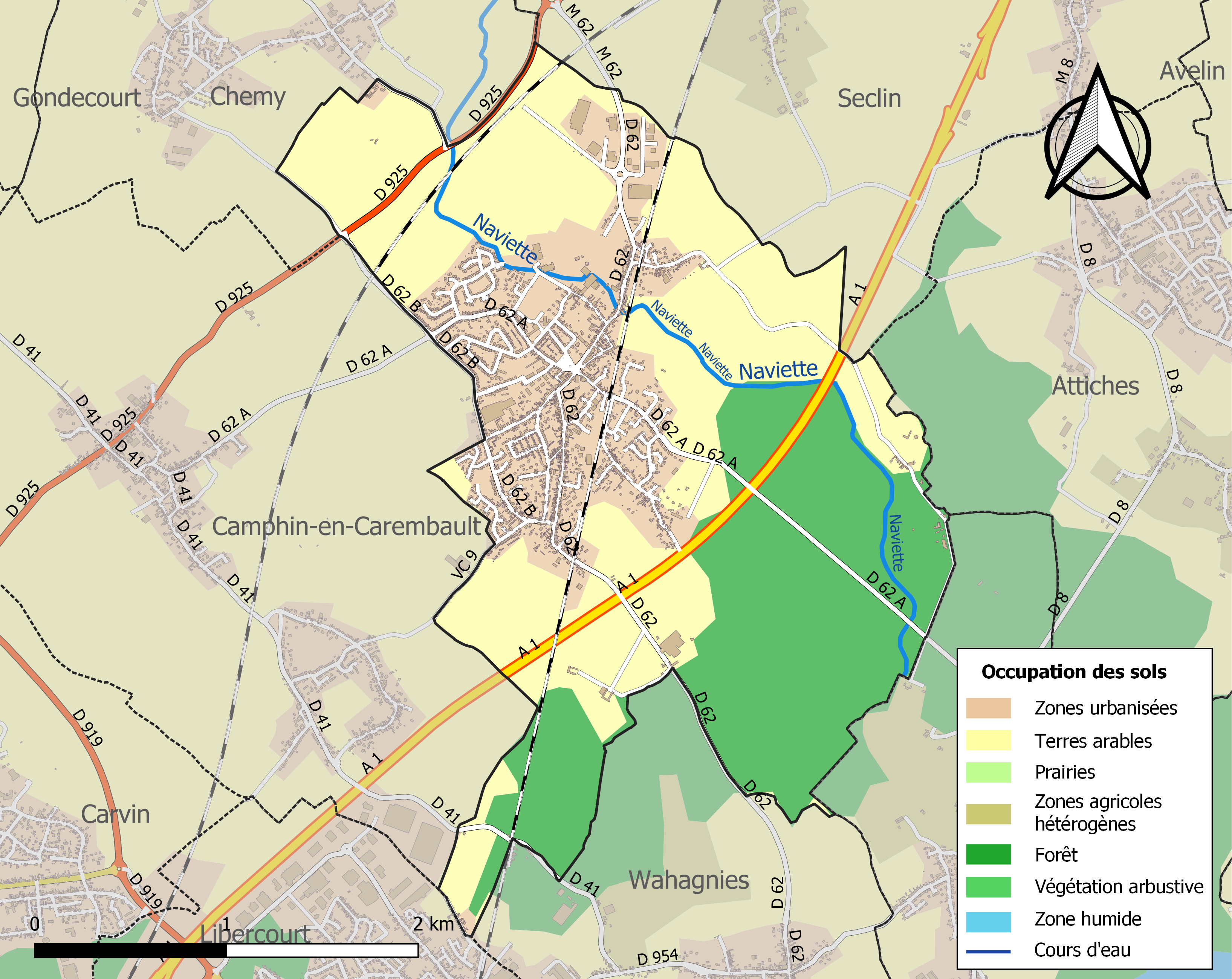
Kaart van de gemeente met belangrijkste infrastructuur, bodemgebruik en omliggende gemeenten

## Bezienswaardigheden
- De Église Saint-Christophe
- Op de gemeentelijke begraafplaats van Phalempin bevinden zich meer dan 40 Britse oorlogsgraven uit de Eerste Wereldoorlog.
- Ten zuidoosten ligt, deels op het grondgebied van de gemeente, het Bos van Phalempin.

## Demografie
Onderstaande figuur toont het verloop van het inwonertal (bron: INSEE-tellingen).

## Verkeer en vervoer
In de gemeente ligt spoorwegstation Station Phalempin. Door de gemeente loopt de autosnelweg A1/E17, die er echter geen op- en afrit heeft.